# Pledge to Africa Act
Il Pledge to Africa Act (An Act to amend the Patent Act and the Food and Drugs Act), è una legge canadese che modifica la legge sui brevetti (Patent Act) e la legge su farmaci ed alimenti (Food and Drugs Act).
Chiamata Bill C-9 e varata nella terza sessione 37º Parlamento Canadese, fu la prima legge riguardante l'applicazione dei TRIPS, dichiarata il 30 agosto del 2003, come decisione del Consiglio Generale. Approvata nel maggio 2004, permette al Canada di emanare licenze obbligatorie per esportare medicine essenziali a nazioni che non posseggano la capacità di produrne da se stessi. Altre nazioni che posseggono una legislazione simile sono Norvegia ed India.

## Scopo della legge
Lo scopo di questo atto è migliorare l'accesso ai medicinali alle nazioni in via di sviluppo che non possano produrre i farmaci da se stessi, o che non possano pagarli (in quanto troppo cari).
Nella legge è specificatamente dichiarato che i farmaci debbano servire a combattere il virus HIV/AIDS.
I farmaci che combattono queste malattie sono infatti molto costosi.
Il Pledge to Africa Act permette che i brevetti di questi farmaci siano annullati quando le manifatture producano versioni generiche del farmaco da vendersi nel terzo mondo

## Critiche
Questa legge è stata anche criticata:
Passò un anno da quando il documento fu introdotto a quando entrò in effetto.
Da quando l'atto entrò in funzione, nel 2005, non vi è stato un singolo farmaco prodotto ed esportato.
Il processo per ottenere la deroga al brevetto è costosa e deve essere rinnovata ogni 2 anni, rendendo la produzione del farmaco generico non necessariamente di vantaggio economico per le compagnie.
Inoltre l'esportazione a paesi che non partecipano all'accordo TRIPs dell'Organizzazione Mondiale del Commercio è resa più difficile da ulteriori restrizioni.